# إنغريد لارسن (غطاسة)
إنغريد لارسن (بالدنماركية: Ingrid Larsen)‏ هي غطاسة دنماركية، ولدت في 1912 في Rudkøbing ‏ في الدنمارك، وتوفيت في 1997.

## وصلات خارجية
- إنغريد لارسن على موقع الاتحاد الدولي للسباحة (الإنجليزية)
- إنغريد لارسن على موقع أوليمبيديا (الإنجليزية)